# Amanda Root
Amanda Root (Chelmsford, 1963) è un'attrice britannica, attiva in campo teatrale, televisivo e cinematografico.
È nota soprattutto per aver interpretare la protagonista Anne Elliot nel film Persuasione.

## Biografia
Amanda Root ha studiato recitazione alla Webber Douglas Academy of Dramatic Art e ha fatto il suo debutto sulle scene nel 1983 in un allestimento de Il discepolo del diavolo di George Bernard Shaw alla Leeds Playhouse.
Dal 1983 al 1991 ha recitato assiduamente con la Royal Shakespeare Company a Londra e Stratford-upon-Avon, interpretando ruoli di rilievo come Cressida accanto al Troilo di Ralph Fiennes e Giulietta accanto al Romeo  di Daniel Day-Lewis. Nel 1995 ha ottenuto il suo ruolo di maggior successo quando, al suo esordio cinematografico, ha interpretato Anne Elliot nel film Persuasione.
Nel 2009 ha fatto il suo debutto a Broadway in un revival della commedia di Alan Ayckbourn The Normal Conquest e per la sua interpretazione ha vinto il Theatre World Award e il Drama Desk Award, oltre a ricevere una candidatura al Tony Award alla miglior attrice non protagonista in un'opera teatrale.

## Filmografia parziale

### Cinema
- Persuasione (Persuasion), regia di Roger Michell (1995)
- Jane Eyre, regia di Franco Zeffirelli (1996)
- Che fine ha fatto Harold Smith? (Whatever Happened to Harold Smith?), regia di Peter Hewitt (1999)
- The Iron Lady, regia di Phyllida Lloyd (2011)
- L'ora più bella (Their Finest), regia di Lone Scherfig (2016)
- The Black Prince, regia di Kavi Raz (2017)
- Giorni d'estate (Summerland), regia di Jessica Swale (2020)

### Televisione
- Casualty – serie TV, 3 episodi (1993-2018)
- Breaking the Code – film TV (1996)
- Holby City – serie TV, 1 episodio (2001)
- Waking the Dead – serie TV, 2 episodi (2002)
- L'ispettore Barnaby (Midsomer Murders) – serie TV, episodio 6x01 (2003)
- Jack Frost – serie TV, 1 episodio (2003)
- Little Britain – serie TV, 1 episodio (2003)
- Ti presento i Robinson (The Robinsons) – serie TV, 1 episodio (2005)
- Empire – miniserie TV, 5 puntate (2005)
- The Impressionists – serie TV, 2 episodi (2006)
- Star Trek: Phase II – serie TV, 3 episodi (2006-2009)
- Poirot (Agatha Christie's Poirot) – serie TV, 1 episodio (2008)
- Law & Order: UK – serie TV, 1 episodio (2010)
- Casualty – serie TV, 1 episodio (2013)
- The Tunnel – serie TV, 1 episodio (2013)
- Delitti in Paradiso (Death in Paradise) – serie TV, episodio 4x03 (2015)
- New Tricks - Nuove tracce per vecchie volpi (New Tricks) – serie TV, 1 episodio (2015)
- Sherlock – serie TV, 1 episodio (2017)
- Patrick Melrose – miniserie TV, 1 episodio (2018)
- Testimoni silenziosi (Silent Witness) – serie TV, 1 episodio (2019)
- L'amore e la vita - Call the Midwife (Call the Midwife) – serie TV, 1 episodio (2020)
- The Sister – miniserie TV, 4 episodi (2020)
- Baby Reindeer – serie TV, 3 episodi (2024)

### Doppiaggio
- Il mio amico gigante (The BFG), regia di Brian Cosgrove e Mark Hall (1989)
- Zou – serie TV, 1 episodio (2013)

## Teatro (parziale)
- Romeo e Giulietta di William Shakespeare. Tour britannico (1983)
- Sogno di una notte di mezza estate di William Shakespeare. Tour britannico (1983)
- Il mercante di Venezia di William Shakespeare. Royal Shakespeare Theatre di Stratford-upon-Avon (1984)
- Pene d'amor perdute di William Shakespeare. Royal Shakespeare Theatre di Stratford-upon-Avon (1984)
- La casa di Bernarda Alba di Federico García Lorca. Lyric Hammersmith (1986) e Gielgud Theatre di Londra (1987)
- Macbeth di William Shakespeare. Barbican Centre di Londra (1989)
- Re Lear di William Shakespeare. Almeida Theatre di Londra (1989)
- Troilo e Cressida di William Shakespeare. Swan Theatre di Stratford-upon-Avon (1990)
- Pene d'amor perdute di William Shakespeare. Royal Shakespeare Theatre di Stratford-upon-Avon (1990)
- Il gabbiano di Anton Čechov. Swan Theatre di Stratford-upon-Avon (1990), Barbican Centre di Londra (1991)
- Cesare e Cleopatra di George Bernard Shaw. Greenwhich Theatre di Londra (1992)
- The Norman Conquests di Alan Ayckbourn. Old Vic di Londra (2008), Circle in the Square Theatre di Broadway (2009)
- Il profondo mare azzurro di Terence Rattigan. Chichester Theatre Festival di Chichester (2011)
- Riccardo II di William Shakespeare, regia di Nicholas Hytner. Bridge Theatre di Londra (2025)

## Doppiatrici italiane
Nelle versioni in italiano delle opere in cui ha recitato, Amanda Root è stata doppiata da:
- Roberta Greganti in The Iron Lady, The Sister
- Lorenza Biella in Jane Eyre
- Claudia Catani in Persuasione
- Stefania Patruno in Ti presento i Robinson
- Ida Sansone in Che fine ha fatto Harold Smith?
- Anna Cesareni in Baby Reindeer